# Epigastrina
Epigastrina es un género de arañas araneomorfas de la familia Micropholcommatidae. Se encuentra en Tasmania.

## Lista de especies
Según The World Spider Catalog 12.0:
- Epigastrina fulva (Hickman, 1945)
- Epigastrina loongana Rix & Harvey, 2010
- Epigastrina typhlops Rix & Harvey, 2010